# Lounge Lizards
A The Lounge Lizards dzsessz zenekart 1978-ban alakította a szaxofonista John Lurie. Nevük a "lounge lizard" szleng kifejezésből származik: a kifejezés arra a férfira utal, aki gyakran jár gazdagok uralta helyekre, abban a reményben, hogy meghódít egy nőt magának a beszédével és a bájával.

## Történet
Az első felállást John Lurie (szaxofon), öccse Evan (zongora és orgona), Arto Lindsay (gitár), Steve Piccolo (basszusgitár), és Anton Fier (dob) alakították. A zenekar 1998-ban feloszlott.

## Egykori tagok
- John Lurie – alt/szopránszaxofon
- Evan Lurie – zongora, orgona
- Arto Lindsay – gitár
- Steve Piccolo – basszusgitár
- Anton Fier – dob
- Dana Vlcek – gitár
- Danny Rosen – gitár
- Peter Zummo – harsona
- Dougie Bowne – dob
- Roy Nathanson – szaxofon
- Curtis Fowlkes – harsona
- Marc Ribot – gitár, trombita, kürt
- Erik Sanko – basszusgitár
- E.J. Rodriguez – ütősök
- Brandon Ross – gitár
- Al MacDowell – basszusgitár
- Calvin Weston – dob
- Michael Blake – szaxofon
- Steven Bernstein – trombita
- Billy Martin – ütősök
- Jane Scarpantoni – cselló
- Bryan Carrott – marimba
- Michele Navazio – gitár
- Oren Bloedow – basszusgitár
- David Tronzo – gitár
- Ben Perowsky – ütősök
- Tony Scherr – basszusgitár
- Doug Wieselman – gitár, klarinét
- Mauro Refosco – ütősök
- John Medeski – orgona
- Kenny Wollesen – dob
- Danny Blume – gitár

## Diszkográfia
- 1981  Lounge Lizards
- 1983  Live from the Drunken Boat
- 1985  Live 79-81
- 1986  Big Heart: Live Tokyo
- 1987  No Pain for Cakes
- 1988  Voice of Chunk
- 1991  Live in Berlin, Vol. 1
- 1991  Live in Berlin, Vol. 2
- 1998  Queen of All Ears